# Artur Aldomà Puig

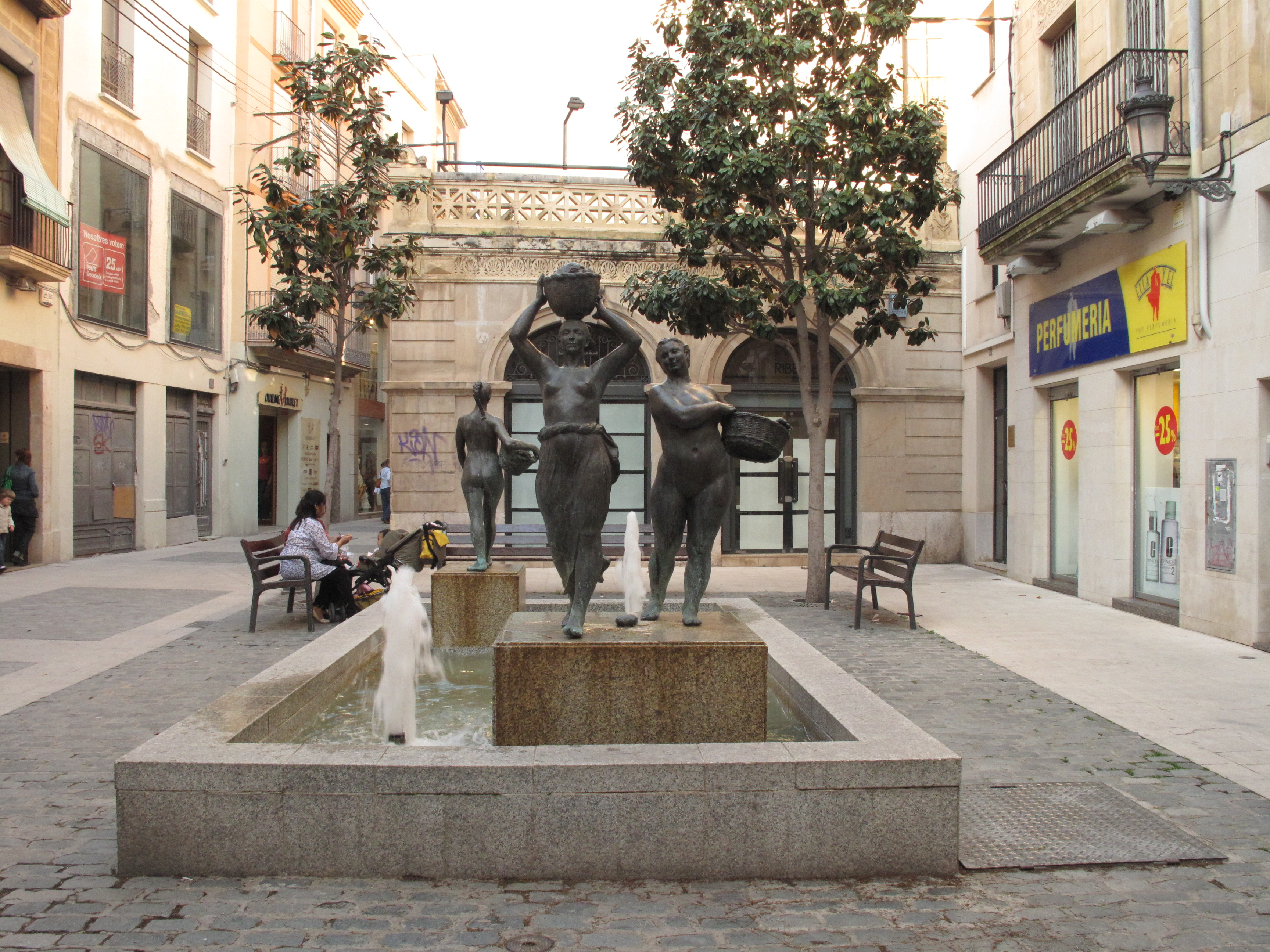
Les bugaderes d'Artur Aldomà, a la plaça de les Basses de Reus

Artur Aldomà Puig (Reus, 11 de març de 1935 - Reus 16 de juny de 2023) va ser un historietista, dibuixant, pintor i escultor català. Va començar la seva carrera dibuixant historieta i durant els anys 50 i 60 va publicar la seva obra gairebé exclusivament a l'estranger, col·laborant amb guionistes com Víctor Mora o Jean-Michel Charlier. A partir de 1975 va abandonar definitivament la creació d'historieta i es va centrar exclusivament en altres formes de creació artística, sobretot l'escultura. Fins a la seva mort va seguir en actiu realitzant tant encàrrecs com producció personal.

## Inicis
Va passar la seva joventut a Reus, on va ser campió d'atletisme. Va estudiar a partir de 1949, a l'Escola de la Llotja, a Barcelona, al Cercle Artístic de Sant Lluc, a l'Escola Oficial d'Art de Bruges a Bèlgica i a l'Escola Massana de Barcelona. Era aficionat als còmics des de molt jove i estava interessat en diverses expressions artístiques.
El 1953 va començar a dibuixar còmics però la seva projecció com dibuixant comença quan s'uneix a l'agència Selecciones Ilustradas de l'editor barceloní Josep Toutain. Aquesta agència proporcionava treball sindicat a l'estranger per als seus dibuixants, sobretot a Gran Bretanya i posteriorment als Estats Units. Precisament el primer encàrrec d'Aldomà és un western anomenat Lonely Rock al qual seguirien molts altres durant gairebé dues dècades en diverses publicacions tals com Commando, War Picture, Air Ace, etc.
En els anys 70 va treballar majoritàriament per a les editorials franceses Dupuis i Vaillant. En la revista Spirou va publicar amb guió de Jean-Michel Charlier la sèrie Brice Bolt i en 1973 en la mateixa revista publica Els Commandos de la Nature amb guió de Víctor Mora. Posteriorment va crear diverses històries per a la francesa Pilote i a Pif Gadget va crear la sèrie Oujuro de nou amb Mora. A Espanya crea Artur Robinson per a l'editorial Pala.
A diferència d'altres artistes de Selecciones Ilustradas, Aldomà no va publicar moltes historietes als Estats Units quan a principi dels 70 l'agència va començar a proporcionar artistes per a l'editorial Warren. D'aquest període només va dibuixar un parell d'històries per a la revista Eerie de dita editorial el 1973 i aparentment no es va adaptar bé a l'estil de terror, segons comenten Jon B. Cooke i David A. Roach en The Warren Companion, un llibre sobre la història de l'editorial. Per les seves activitats, va viure a Reus fins al 1954, a Barcelona fins al 1974, a França fins al 1976 i a Bèlgica el 1977.
El 1975 va deixar definitivament la historieta i es va centrar en la pintura i l'escultura.

## Pintura i escultura

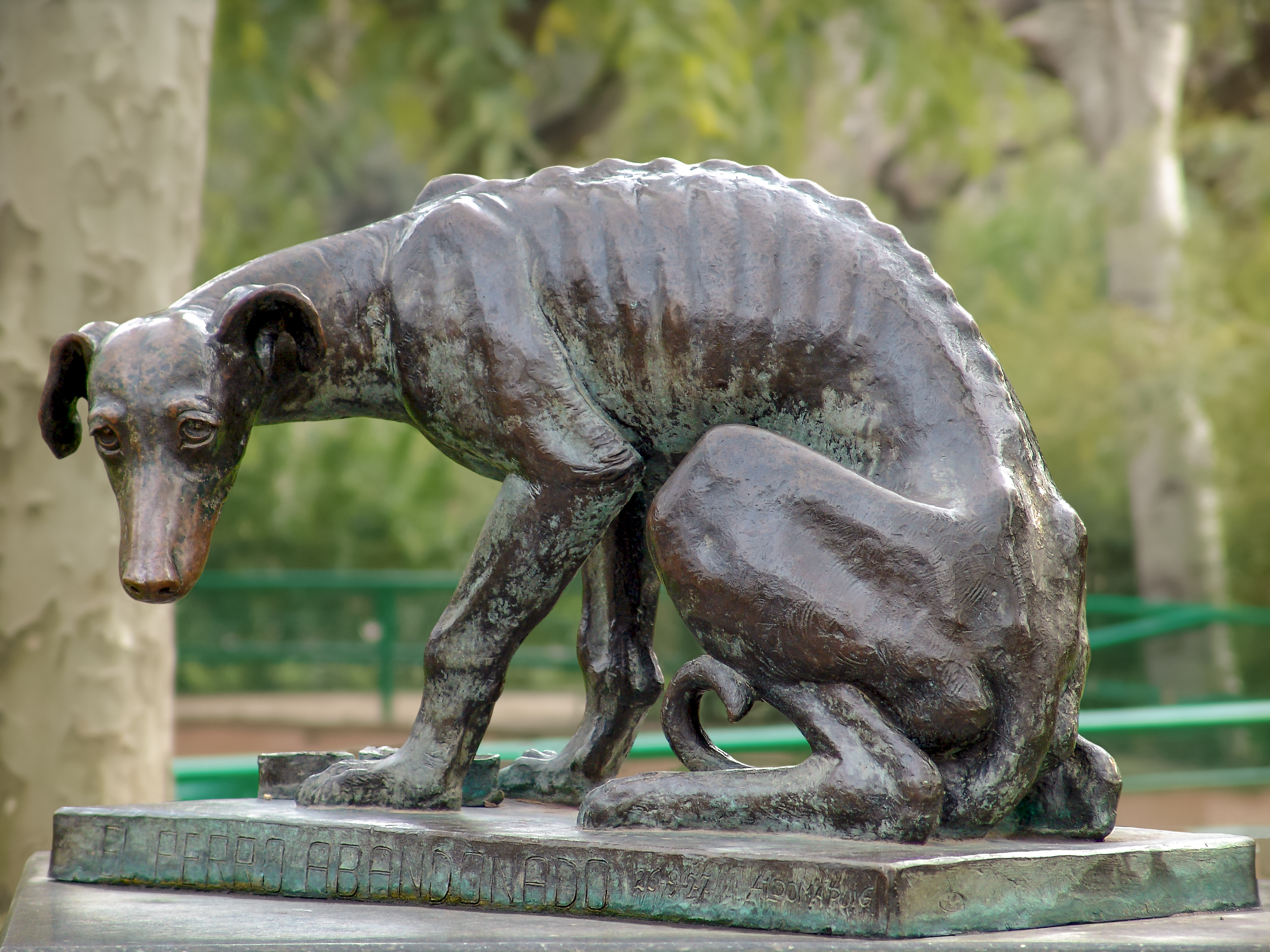
El gos abandonat, Parc de la Ciutadella. (Barcelona).

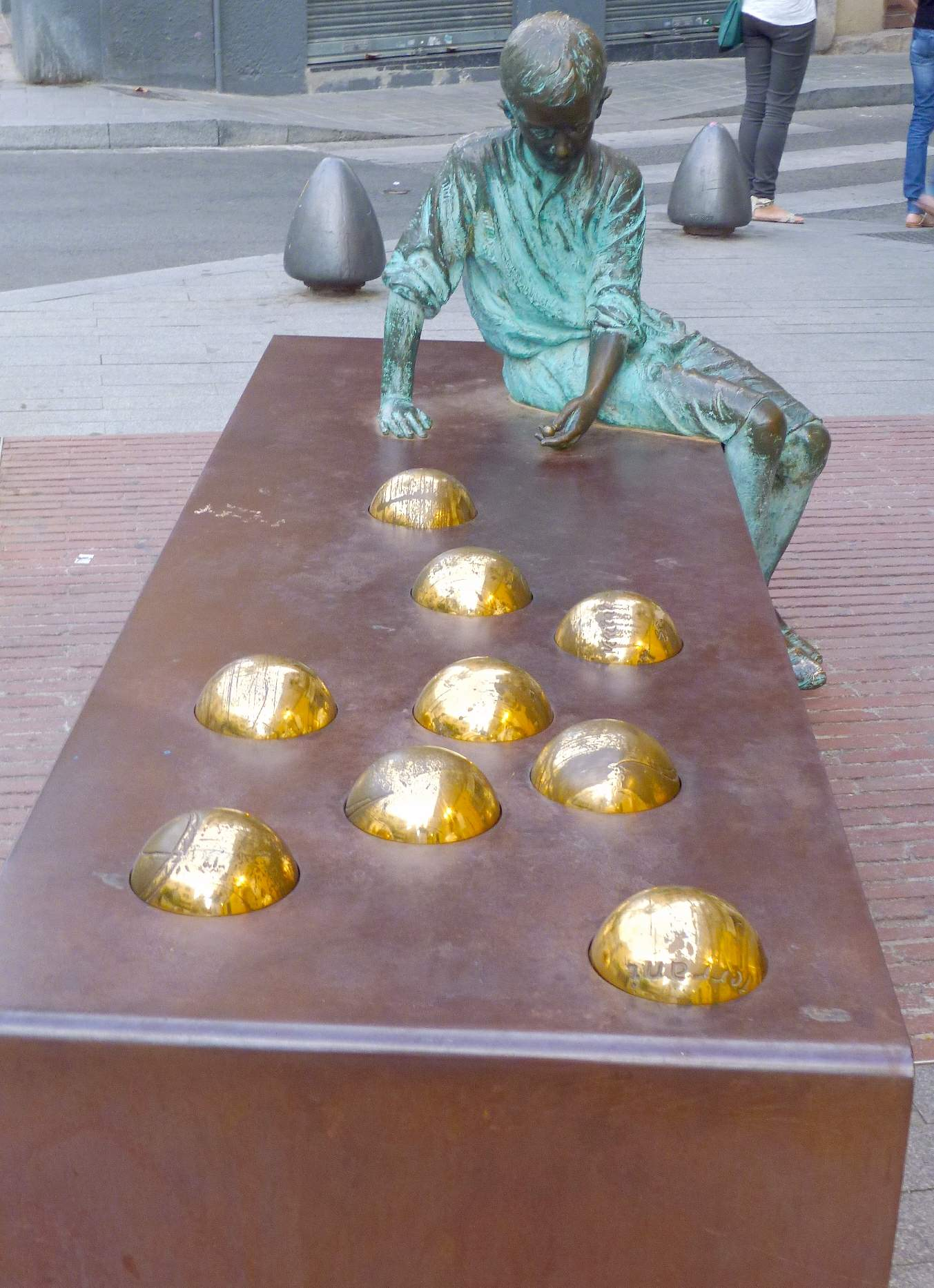
Escultura Gaudí nen a Reus

Va ser un artista reconegut sobretot com a escultor, i se li comptabilitzen unes 300 escultures. Va realitzar unes 60 exposicions a diversos països i nombroses escultures seves s'han exposat en espais públics, sobretot a Catalunya.

## Escultures en llocs públics
- Lluís Companys, bronze 3m, Mollet del Vallès
- A Pepita Giner, bronze, Reus
- Gran Dama, bronze, Reus
- L'Atleta, bronze, (C.N. Reus Ploms) Reus
- Mare Molas, terracota 2,40m, Reus
- Immaculada, terracota policromada 2,60m, Reus
- Ferré Revascall, bronze, Reus
- Ensomniada, bronze, Valls
- El Gos Abandonat, bronze, Barcelona
- San Miguel, pedra 5m, Alcalà de Xivert, Castelló
- El Pare Manyanet, bronze, Barcelona i Reus
- Les Bugaderes, bronze. Reus
- David, pedra, Mallorca i Tosa de Març
- David, bronze, Reus
- La Dansa de les Aigües, bronze, Salou
- Mig Dia, pedra, Mallorca
- Mig Dia, bronze, Andorra
- Retaule, terracota policromada, 5x4m, Reus
- La Deessa de l'Aigua, bronze, Sant Baudilio de Llobregat
- Sr. Gordiola, bronze, Mallorca
- I.P.Mata: placa commemorativa de l'1.er Centenari, bronze, Reus
- Oriol Martorell, 3m, bronze, Plaça Catalunya de Sant Boi de Llobregat
- La Puntaire, bronze, St Boi de Llobregat
- Srs. Torm, bronze 1'80m, Montbrió de Tarragona
- Gaudí Infant, bronze, Reus
- Memòria i Incògnita, bronze, Reus
- Doctor Tosquelles, (Placa) Reus
- Eduardo Toda, (Placa) Reus